# Frank Tinker
Frank Glasgow Tinker Jr (ur. 14 lipca 1909 w Kaplan w Luizjanie, zm. 13 czerwca 1939 w Little Rock w Arkansas) – amerykański lotnik, as myśliwski okresu wojny domowej w Hiszpanii.

## Życiorys
Frank Tinker junior urodził się w Kaplan w stanie Luizjana w USA, lecz w młodości jego rodzina przeniosła się do DeWitt w stanie Arkansas. Od młodości Tinker interesował się lotnictwem i po ukończeniu szkoły, w 1926 wstąpił do Marynarki Wojennej (US Navy), z zamiarem zostania lotnikiem morskim. W 1929 rozpoczął studia w Akademii Marynarki Wojennej (Naval Academy), lecz po ich ukończeniu w 1933, nie dostał przydziału do lotnictwa na skutek ograniczeń kadrowych z powodu kryzysu. Tinker przeniósł się następnie z Marynarki do lotnictwa Armii (Army Air Corps), gdzie rozpoczął szkolenie lotnicze w Randolph Field. W 1934 został jednak przyjęty ponownie do Marynarki, tym razem do lotnictwa. Po niedługim szkoleniu, otrzymał odznakę pilota. Karierę w Marynarce przerwały mu jednak problemy z alkoholem i wywoływaniem burd; w maju 1935 podczas lądowania rozbił pod wpływem alkoholu myśliwiec Boeing F4B-4. Został wówczas przeniesiony na pilota wodnosamolotu rozpoznawczego krążownika USS San Francisco, lecz po kilku miesiącach został usunięty ze służby z powodu dalszych problemów. Pracował następnie jako marynarz na tankowcu pływającym na Zatoce Meksykańskiej.
Po wybuchu wojny domowej w Hiszpanii, Tinker, który nie przepadał za udzielającym pomocy siłom frankistowskim, faszyzmem Benito Mussoliniego, zaoferował swoje usługi jako pilota rządowi Republiki Hiszpańskiej. Udało mu się przy tym wynegocjować dla siebie bardzo dobre warunki finansowe – 1500 $ USA miesięcznie i premia 1000 $ za każdy zestrzelony samolot. Pod przybranym nazwiskiem Francisco Gomez Tejo udał się do Hiszpanii, przez Francję.

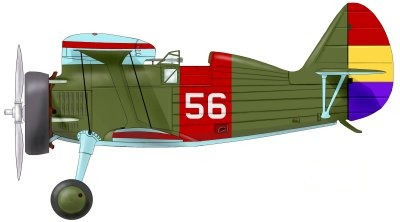
I-15 Tinkera

Początkowo od 6 stycznia 1937, Tinker służył w eskadrze bombowej Waltera Kantza, wykonując kilka misji na przestarzałych bombowcach Breguet 19. Od 23 stycznia uzyskał jednak z grupą innych amerykańskich pilotów przeniesienie do jednostki myśliwskiej, Escuadrilla Lacalle (później 1. Escuadrilla de Chatos) pod dowództwem Andresa Garcii Lacalle, latającej na radzieckich myśliwcach dwupłatowych I-15 „Chato”. Od lutego eskadra stacjonowała pod Gudalajarą, po raz pierwszy weszła do akcji 10 lutego, wykonując lot szturmowy z bombami na zakłady Nacjonalistów. 14 marca Tinker uzyskał pierwsze zwycięstwo powietrzne, zestrzeliwując włoski myśliwiec Fiat CR.32. 20 marca, w walce z bombowcami i osłoną myśliwską, Tinker zestrzelił drugiego Fiata. Przez pewien czas po odwołaniu Lacalle do szkolenia pilotów, Tinker faktycznie dowodził eskadrą. 17 kwietnia nad Teruelem zestrzelił niemiecki myśliwiec Heinkel He 51 z Legionu Condor.

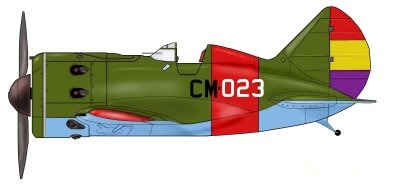
I-16 Typ 6 Tinkera

3 maja 1937 Tinker został przeniesiony do jednostki 1. Escuadrilla de Moscas, dowodzonej przez Rosjanina Iwana Łakiejewa, latającej na radzieckich szybkich dolnopłatach I-16. 2 czerwca zestrzelił Fiata CR.32, lecąc w eskorcie bombowców nad Segowią, a 16 czerwca kolejnego. 13 lipca, jako pierwszy Amerykanin, Tinker zestrzelił jeden z nowo przybyłych niemieckich nowoczesnych myśliwców Messerschmitt Bf 109B w rejonie Madrytu. 17 lipca zestrzelił kolejny Bf 109, a 18 lipca CR.32, oba w rejonie Madrytu. Ostatnie misje Tinker odbył 29 lipca 1937, po czym powrócił do USA. Podczas wojny uzyskał 8 zwycięstw powietrznych – najwięcej z amerykańskich pilotów biorących udział w konflikcie.
W USA swoje wspomnienia opisał w książce Some Still Live – An Airman’s Adventures in the Spanish War (1938) („Niektórzy wciąż żyją”), jak również w artykułach do prasy.
Pod wpływem depresji i alkoholu, 13 czerwca 1939 popełnił samobójstwo w hotelu w Little Rock w stanie Arkansas.